# Predanovci
Predanovci – wieś w Słowenii, w gminie Puconci. W 2018 roku liczyła 171 mieszkańców.